# Royale Entente Racing Club Amay
Maillots
Dernière mise à jour : 6 septembre 2023.
L'Entente Amay est un club de football belge localisé à Amay, à proximité de Huy. Fondé en 1921, ce club porte le matricule 179. Ses couleurs sont Rouge et Blanc. Le nom actuel du club vient de deux fusions. L'une eut lieu avec le cercle de la commune voisine d'Ampsin en 1985, puis une seconde avec son vieux rival du RC Amay en 1993. Le 1er juillet 2018, le club simplifie son appellation en « Entente Amay ».
Lors de la saison 2017-2018, il évolue en première provinciale. Il a auparavant disputé 10 saisons dans les séries nationales, dont 7 au troisième niveau.

## Repères historiques
Ci-après, les grandes étapes de l'existence des différents clubs considérés comme partie prenant dans le "R. Entente Racing Club Amay":
- 1921 : 20/10/1921, fondation de AMAY SPORTIF FOOTBALL CLUB.
- 1922 : 26/04/1922, AMAY SPORTIF FOOTBALL CLUB s'affilie à l'URBSFA sous la dénomination de CLUB AMAY SPORTIF.
- 1926 : décembre 1926, CLUB AMAY SPORTIF se voit attribuer le matricule 179.
- 1931 : 01/01/1931, fondation de RACING CLUB AMAY qui s'affilie à la "Fédération socialiste" (rivale de l'URBSFA).En 1969, Racing Club Amay introduit une demande de reconnaissance comme "Société Royale" en argumentant "1920" comme année de fondation. La requête n'aboutit pas.
- 1940 : 27/09/1940, affiliation à l'URBSFA de RACING CLUB AMAY qui reçoit le matricule 2891.
- 1951 : 10/04/1951, reconnu "Société Royale", CLUB AMAY SPORTIF (179) adapte son appellation en ROYAL CLUB AMAY SPORTIF (179), le 11 juillet 1951.
- 1971 : 07/05/1971, fondation de REAL AMPSINOIS qui s'affilie à l'URBSFA sous l'appellation de  AMPSIN SPORT, le 26 janvier 1972 et reçoit le matricule 7746. Le 01/07/1971, le Comité Exécutif de l'URBSFA a refusé l'appellation de "Real Ampsinois" parce que terme "Real" n'était pas une dénomination sportive comme "Sporting", "Racing"... Le club répondit le 09/07/1971 que les fondateurs ne savaient pas que "Real" signifiait "Royal". L'ASBL Foot 100 note le côté facétieux de l'anecdote en rappelant que le Président-Fondateur du "Real Ampsinois" avait comme nom de famille..."F. Ruiz Diego" !
- 1978 : 15/04/1978, fondation de FOOTBALL CLUB HERMALLE 78 qui s'affilie à l'URBSFA , le 2 juin 1978 et reçoit le matricule 8598.
- 1985 : 01/07/1995, ROYAL CLUB AMAY SPORTIF (179) fusionne avec AMPSIN SPORT (7746) pour former ROYALE ENTENTE AMAY SPORTIF (179).Le matricule 7746 est radié.
- 1990 : vers le 04/07/1990, reconnu "Société Royale" RACING CLUB AMAY (2891) adapte son nom en ROYAL RACING CLUB AMAY (2891), le 1er juillet 1991.
- 1992 : 01/07/1992, ROYAL RACING CLUB AMAY (2891) fusionne avec FOOTBALL CLUB HERMALLE 78 (8598) pour former ROYAL RACING CLUB AMAY.Le matricule 8598 est radié.
- 1993 : 01/07/1993, ROYALE ENTENTE AMAY SPORTIF (179) fusionne avec ROYAL RACING CLUB AMAY (2891) pour former la ROYALE ENTENTE RACING CLUB AMAY (179).Le matricule 2891 est démissionné.
- 2018 : 01/07/2018, ROYALE ENTENTE RACING CLUB AMAY (179) change son appellation en ENTENTE AMAY (179).

## Histoire
Le Club Amay Sportif est fondé le 20 octobre 1921, et s'affilie à l'Union Belge le 26 avril 1922. En décembre 1926, lors de la première parution de la liste des numéros de matricule, le club reçoit le matricule 179.
Certaines sources citent l'année 1920 comme année de fondation de Club Amay Sportif. Il semble que "Club Amay Sportif" ait été affilié dès 1920 à la "Ligue Vélocipédique Belge" et que la date du 20 octobre 1921 soit la date de création par ce club d'une "section football" appelée initialement "Amay Sportif Football Club" .
Versé dans les séries régionales liégeoises (troisième régionale de 1922 à 1927, puis deuxième provinciale jusqu'en  1931), il s'en extrait en 1931 et devient alors le vingtième club de la Province de Liège à atteindre les séries nationales.
Le club joue sept saisons en Promotion, alors troisième et dernier niveau national, terminant à chaque fois dans la seconde moitié du classement. Son meilleur résultat est une neuvième place, obtenue à trois reprises. Au terme de la saison 1937-1938, le club termine dernier de sa série et est relégué hors des divisions nationales. En 1951, le club est reconnu « Société Royale » et adapte son appellation officielle en Royal Club Amay Sportif.
Par la suite, Amay rejoue trois saisons en Promotion, devenue entretemps quatrième niveau national, entre 1955 et 1963, mais sans parvenir à s'y maintenir plus d'un an. Depuis lors, le club n'a plus quitté les séries provinciales liégeoises, malgré des ambitions régulièrement affichées de remonter en nationales. 
Il fusionne en 1985 avec Ampsin Sport (?), un club de l'entité voisine d'Ampsin, pour former la Royale Entente Amay Sportif. Huit ans plus tard, il fusionne avec un autre club amaytois, le Royal Racing Club Amay (?), pour devenir l'actuel Royale Entente Racing Club Amay. Dans les deux cas, le matricule 179 du club est conservé.
En mai 2010, le club frôle la relégation administrative en deuxième provinciale pour une cession de patrimoine contestée par la Fédération belge. Finalement, le club a gain de cause en appel et reste en première provinciale.

## Résultats en séries nationales
Statistiques mises à jour le 13 juin 2013

### Bilan
| Niv | Divisions     | Jouées | Titres | TM Up | TM Down |
| --- | ------------- | ------ | ------ | ----- | ------- |
| I   | 1re nationale | 0      | 0      |       |         |
| II  | 2e nationale  | 0      | 0      |       |         |
| III | 3e nationale  | 7      | 0      |       |         |
| IV  | 4e nationale  | 3      | 0      |       |         |
| V   | 5e nationale  | 0      | 0      |       |         |
|     |               |        |        |       |         |
|     | TOTAUX        | 10     | 0      | 0     | 0       |

- TM Up : test-match pour départager des égalités, ou toutes formes de Barrages ou de Tour final pour une montée éventuelle.
- TM Down : test-match pour départager des égalités, ou toutes formes de Barrages ou de Tour final pour le maintien.

### Classement saison par saison
| Ordre                             | Saison  | Nom du club          | Niveau                 | Classement final | Remarques |
| --------------------------------- | ------- | -------------------- | ---------------------- | ---------------- | --------- |
| 1                                 | 1931-32 | Club Amay Sportif    | Promotion (D3) série C | 9e/14            |           |
| 2                                 | 1932-33 | Club Amay Sportif    | Promotion (D3) série C | 11e/14           |           |
| 3                                 | 1933-34 | Club Amay Sportif    | Promotion (D3) série C | 9e/14            |           |
| 4                                 | 1934-35 | Club Amay Sportif    | Promotion (D3) série D | 10e/14           |           |
| 5                                 | 1935-36 | Club Amay Sportif    | Promotion (D3) série A | 11e/14           |           |
| 6                                 | 1936-37 | Club Amay Sportif    | Promotion (D3) série A | 9e/14            |           |
| 7                                 | 1937-38 | Club Amay Sportif    | Promotion (D3) série C | 14e/14           | Relégué!  |
| séries régionales et provinciales |         |                      |                        |                  |           |
| 8                                 | 1955-56 | R. Club Amay Sportif | Promotion série C      | 14e/16           | Relégué!  |
| séries provinciales               |         |                      |                        |                  |           |
| 9                                 | 1957-58 | R. Club Amay Sportif | Promotion série D      | 16e/16           | Relégué!  |
| séries provinciales               |         |                      |                        |                  |           |
| 10                                | 1962-63 | R. Club Amay Sportif | Promotion série A      | 16e/16           | Relégué!  |
| séries provinciales               |         |                      |                        |                  |           |

### Sources et liens externes
- (nl) « Fiche de l'équipe », sur Belgian Soccer Database (avant la fusion avec Ampsin)